# Qaralar (Şəmkir)
Qaralar è un comune dell'Azerbaigian situato nel distretto di Şəmkir.